# Damien (série de televisão)
Damien é uma série de televisão do canal A&E baseada na série de filmes de terror The Omen. A atração foi encomendada como uma série em 25 de agosto de 2014, pelo Lifetime, mas foi transferida para o A&E em 29 de abril de 2015, onde estreou em 7 de março de 2016. Em 20 de maio de 2016, o A&E cancelou a série após uma temporada

## Sinopse
Continuação do filme The Omen de 1976, a série conta a história do jovem Damien Thorn. Agora adulto, ele é perseguido pelo seu passado e precisa enfrentar uma série de acontecimentos macabros para finalmente descobrir a verdade: ele é o anticristo.

## Elenco

### Principais
- Bradley James como Damien Thorn
- Barbara Hershey como Ann Rutledge
- Megalyn Echikunwoke como Simone Baptiste
- Omid Abtahi como Amani Golkar
- Scott Wilson como John Lyons
- Tiffany Hines como Kelly Baptiste

### Recorrentes
- David Meunier como Detetive James Shay
- Gerry Pearson como Homem com batina
- Brody Bover como Jacob Shay
- Melanie Scrofano como Veronica Selvaggio
- Sandrine Holt como Paula Sciarra

## Lista de espisódios
| No. | Título                | Diretor(es)   | Escritor(es) | Exibição US         | Código | Telespectadores US (em milhões) |
| --- | --------------------- | ------------- | ------------ | ------------------- | ------ | ------------------------------- |
| 1   | "The Beast Rises"     | Shekhar Kapur | Glen Mazzara | 7 de março de 2016  | ASA    | 0,75                            |
| 2   | "Second Death"        | ASA           | ASA          | 14 de março de 2016 | ASA    | por determinar                  |
| 3   | "The Deliverer"       | ASA           | ASA          | 21 de março de 2016 | ASA    | por determinar                  |
| 4   | "The Number of a Man" | ASA           | ASA          | 28 de março de 2016 | ASA    | por determinar                  |